# آیاکا نیشیمورا
آیاکا نیشیمورا (انگلیسی: Ayaka Nishimura؛ زادهٔ ۱۰ مهٔ ۱۹۸۹) بازیکن هاکی روی چمن زن اهل ژاپن است.